# Złote Tarasy
A Złote Tarasy (lengyel jelentése: Arany Terasz) egy Varsó központjában lévő kereskedelmi, irodai, szórakoztató komplexum. A Központi pályaudvar mellett, a Jana Pawla II és az Emilii Plater utcák között fekszik.

## Az épület
A Złote Tarasy tervrajzát a Jerde Partnership International, Inc. (JPI) készítette el. Az építmény teljes területe 205 000 m². Ekkora területen 200 boltnak és étteremnek (63 000 m²), egy hotelnek, egy 4000 férőhelyes multiplex mozinak és egy 1400 autó befogadására képes földalatti parkolónak ad helyet. Egy speciális, visszaverős tető adja a jellegzetességét az épületnek, amely egyben koncerteknek és egyéb hasonló események megrendezéséhez biztosít idillli kötnyezetet a belső udvarba.
Az Arany Terasz hivatalos megnyitóját 2006 őszére tervezték, de a mostani tervek alapján 2007. február 7-én lesz a nyitás.
A sétányon lesz majd Lengyelország első Hard Rock Caféja, s itt lesz az országban az első hely, ahol a Burger King ismét megpróbál versenyezni a McDonald's-szal.
Az épület az ING Real Estate és a Warszawa-Centrum Kerület kapcsolt vállalkozásaként jött létre.

## Megközelíthetőség
- Autóbuszvonalak: 100, 102, 105, 109, 118, 119, 127, 130, 131, 158, 175, 192, 500, 501, 502, 505, 506, 507, 510, 512, 514, 517, 519, 521, 525, 601, 602, 603, 604, 605, 606, 607, 608, 609, 610, 611, 612, 613, 614, 700, E-5; Varsói Központi Pályaudvar állomásnál
- A 160, 504 buszokkal az Emilii Plater állomásnál
- Villamossal a 7, 8, 9, 10, 16, 17, 19, 22, 24, 25, 33 Varsói Központi Pályaudvar megállónál
- metróval a Centrum állomásánál.